# Incendi de Wooroloo de 2021
L'incendi de Wooroloo del 2021 va ser un incendi forestal en moviment ràpid que va començar l'1 de febrer a Wooroloo, a 45 km al nord-est del districte empresarial central de Perth, al Comtat de Mundaring, Austràlia Occidental. El 2 de febrer, l'emergència contra incendis s'havia estès als Shires de Chittering, Northam i la ciutat de Swan. Ha destruït almenys 71 cases i 2 camions de bombers.

## Antecedents
Al novembre de 2020, la majoria de parts de Perth van registrar precipitacions rècord pel mes de novembre. Gidgegannup va registrar 137.8mm de precipitacions, superant el rècord anterior de 85mm que es va establir el 1985. Això va provocar grans quantitats d'herba i creixement de plantes. Tanmateix, al desembre de 2020 i el gener de 2021, Perth va registrar menys de 5mm de precipitacions, cosa que fa que l’herba i les plantes s'assecaren.

## Cronologia

### 1 de febrer
L'incendi va començar a prop de Werribee Road, Wooroloo, l'1 de febrer de 2021, i es va informar per primer cop a les 00:02 de la nit. Les condicions meteorològiques van ser dures amb la temperatura diürna a 38 °C i forts vents. A la 1 del migdia, s'havia emés un avís d’emergència als residents de Wooroloo, Bailup i Gidgegannup, que van ser instats a evacuar. Es va obrir un centre d’evacuació al complex Brown Park, a Swan View. Es van enviar 500 bombers i 95 vehicles per combatre el foc, així com avions antiincendis.
El foc es va moure ràpidament durant tot el dia en direcció nord-oest i va travessar la carretera de Toodyay (a 10 km de la font del foc) i el parc nacional de Walyunga (a 28 km de la font del foc) es va veure amenaçat. Els agents de bombers van informar que estaven lluitant contra incendis puntuals que apareixien a uns 500 metres davant del foc. 120 cavalls locals van ser traslladats de la zona del foc al Centre Hípic Estatal a la vesprada, però van haver de ser traslladats de nou a Middle Swan quan el Centre Hípic es va veure amenaçat pel foc.
A mitjanit, s'havien cremat 1600 hectàrees de terra. Es va confirmar que almenys tres cases havien estat destruïdes. Els serveis de bombers van registrar que un bomber havia rebut cremades lleus, un va patir inhalació de fum i dos camions de bombers van ser destruïts pel foc.

### 2 de febrer
El Departament de Bombers i Serveis d'Emergència (DFES) va informar que s'havia perdut el 80% de les propietats a Tilden Park, Gidgegannup. A principis del dia es va informar que es van perdre 30 propietats, però a les 16:00 havien augmentat fins a 59 llars sense pèrdues de vides humanes. Un portaveu de DFES va dir que de les 59 cases perdudes, de quinze a vint cases es van perdre al costat est de Toodyay Road. Western Power havia informat de 2.700 propietats sense electricitat a causa de la destrucció de les línies elèctriques a aquestes zones. El DFES va emetre una alerta de fum que s'estenia des de Joondalup, als afores del nord, fins a Fremantle, al sud, amb la caiguda de cendres a molts suburbis que no pertanyien als incendis, inclosos els suburbis propers a Perth. Es va informar d’un total de sis bombers ferits amb ferides lleus. Al vespre, els vents eren cap al nord i els bombers intentaven construir tallafocs als flancs nord i sud de les zones de foc, ja que s'esperava que el vent canviés cap al sud-est durant els pròxims dies. El foc continuava en direcció oest-sud. A les 4, el foc havia cremat 7.300 ha en un perímetre de 80 km. 308 cavalls, evacuats de diverses zones de la zona de foc el dia anterior, van ser estabulats al complex Magic Millions.

### 3 de febrer
A la sessió informativa del matí, el comissari de bombers Darren Klemm va comentar que el foc no s'havia mogut gaire durant la nit, però que lluitaven al front nord-oest, ja que el terreny muntanyós dificultava els equips de bombers. Les condicions meteorològiques van continuar sent caloroses i ventoses. Els vents eren de sud a sud-est de 15 a 25 km/h, a última hora del matí van pujar a 35 a 40 km/h abans de canviar més tard a 25 a 40 km/h, amb ràfegues que s'esperava que arribaren a 70 km/h als turons durant la nit. La temperatura diürna va baixar a 34 °C. L'equip aeri van tornar al matí i es van utilitzar per establir línies de retardants al matí. Es va confirmar que es van perdre quaranta-tres llars a la finca de Tilden Park, mentre que en total es van registrar setanta-una amb més de 9.000 ha de terra cremada.
Al matí, es va instar als residents de l'estat de Shady Hill i als afores de l'est de Bullsbrook perquè tingueren en marxa els seus plans d’incendis. Però al migdia es va demanar als habitants d’aquestes zones que evacuaren en direcció nord quan canviés el vent. A la zona nord-oest de Gidgegannup i a l'est del parc nacional de Walyunga, qualsevol persona que quedara ja no podia marxar i se'ls va dir que es protegiren al seu lloc. La base RAAF de Pearce, al nord-oest del foc, encara que no estava amenaçada directament, es va convertir en una zona de vigilància i actuació.
L'esquadra de la policia va anunciar que havia establert l'origen del foc a prop de Werribee Road, Wooroloo, i no creia que fos sospitós però continuaven investigant amb els investigadors del DFES. Hi va haver dos informes de robatoris de cases evacuades, un a Aveley i l'altre a Red Hill, que el comissari de policia va considerar com a robatori, no saqueig. El comissari adjunt de DFES va dir que estaven investigant si era factible portar equips de bombers des de la interestatal, ja que alguns equips locals de bombers feia tres dies que treballaven.
El Departament de Comunitats va obrir dos centres d’evacuació més, un a Swan Active a Midvale i un altre a Swan Active a Beechboro. 700 persones s'havien registrat als punts d'evacuació dels departaments, amb 230 dormint durant la nit. El Departament d'Indústria Primària i Desenvolupament Regionalva proporcionar dotze veterinaris per atendre els animals ferits que portaren al centre de control d'incendis. El ministre federal de Gestió d'Emergències, David Littleproud, va anunciar pagaments d'ajuts per desastres per a les persones que van perdre la llar, i Centrelink proporcionarà 1.000 dòlars per adult i 400 dòlars per nen des del dijous 4 de febrer.
Els incendis arbustius també han alterat el trànsit ferroviari en aquesta data des de Northam, Kalgoorlie i Merredin, amb els serveis AvonLink, Prospector i MerredinLink cancel·lats i substituïts per autobus des d’aquestes ciutats fins a Perth i els suburbis circumdants. S'esperava que els viatges normals tornen el 5 o el 6 de febrer.

### 4 de febrer
500 bombers havien treballat tota la nit defensant l'estat d'Avon Ridge i Shady Hills amb forts vents del sud-est. Havien estat ajudats per agents ignífugs que van ser posats dimecres de vesprada. Durant els darrers tres dies s'havia confirmat la pèrdua de dos vehicles de bombers. Es va confirmar que les propietats destruïdes al parc Tilden havien pujat fins a cinquanta-sis propietats quan el foc va passar el dimarts 2 de febrer. Les temperatures es van refredar a 28 °C amb vents estables a est a sud-est a la zona del foc, però es preveien ràfegues de fins a 70 km/h a la nit. Es va confirmar que es van cremar 10.400 hectàrees de terreny i que el perímetre del foc va ser de 136 km. La finca de Shady Hills havia estat protegida durant la nit, però els vents del sud-est a la vesprada podrien tornar a amenaçar la finca. Es va informar de nou a la finca de Shady Hills, a l'est de Bullsbrook i a parts de Gidgegannup, que era massa perillós marxar i, si romanien, s'haurien de refugiar al seu lloc. A poqueta nit, el foc principal estava sent defensat per 500 bombers i voluntaris a temps complet, amb els bombers dent servir agents antiincendis mentre el foc es movia en direcció nord-oest. Un nou incendi va començar a pocs quilòmetres de Bullsbrook, a 10 km al nord del foc original a la intersecció de les carreteres Wilson i Chittering, es va poder controlar amb l'ajuda dels avions antiincendis.
El primer ministre de WA va anunciar un finançament estatal d'emergència, 4.000 dòlars per a aquells que havien perdut cases i 2.000 dòlars per als danyats. Western Power havia començat a substituir els pals d’electricitat en algunes zones danyades pel foc.
Els bombers estan vigilant les condicions meteorològiques del cap de setmana, ja que l’Oficina de Meteorologia preveu pluges per a dissabte i diumenge i això podria suposar un cert alleujament.

### 5 de febrer
La zona d'alerta d'emergència es va reduir durant la nit, amb les zones amenaçades reduïdes a deu ubicacions i va incloure parts del Parc Nacional d'Avon Valley, Belhus, Brigadoon, Bullsbrook, Ellenbrook, Gidgegannup, The Vines, Upper Swan i el Parc Nacional Walyunga a la ciutat de Swan. Als flancs occidentals de Shady Hills i Walyunga, la Avon Ridge encara es va observar per trobar brots.
El nombre de cases perdudes va augmentar fins a 86. Els bombers van dir que havien salvat 200 habitatges dins de la zona de foc. No es van perdre més cases durant la nit, ja que els 200 bombers van combatre el foc arbustiu al front nord amb forts vents est-sud-est i ratxes de fins a 80 km/h La foguera havia cremat fins a 11.000 hectàrees de terra i el perímetre rondava els 122 km. Es va permetre als residents tornar a les seves propietats a les zones a l'est de Toodyay Road, mentre que es preveia que es permetés a d'altres el 6 de febrer en altres zones. Aquells a l'oest de Toodyay Road i Tilden Park Estate van ser escortats en autobusos per veure les seves propietats. Els assessors van començar a caminar 240 km de carreteres i pistes per accedir als arbres cremats a la vora de la carretera per veure quins perills calia abordar per permetre’ls obrir-se al trànsit ordinari. A primera hora del vespre, el foc encara no estava al voltant de les interseccions de Clenton Road, O'Brien Road i Ewing Road, Gidgegannup.
L'incendi separat d'ahir, a 10 km al nord del foc principal de Wooroloo, a prop de Bullsbrook, havia estat contingut per deu camions de foc i controlat el dijous al vespre i estava sent tractat com un foc sospitós. El divendres ja s'havia declarat que el foc no era sospitós. Es van cremar 25 ha en aquest foc.
Els investigadors incendiaris de la policia i Western Power van continuar escorcollant la propietat a la font del foc. Es van centrar en les línies elèctriques, les línies elèctriques domèstiques i els punts de servei. Encara no creuen que l’incendi hagi estat causat per un delicte. La casa i el cobert de la propietat no van cremar quan va començar el foc.
Western Power va restablir l'energia a més llars i va deixar 480 propietats sense electricitat. Les reparacions i restauracions de la xarxa trigarien setmanes a finalitzar-se. Es van acumular pals elèctrics i altres materials a prop del lloc de foc. Els equips de construcció havien de començar el dissabte 6 i el diumenge 7 de febrer, i s'espera que les obres duren setmanes.

### 6 de febrer
El comissari de DFES, Darren Klemm, va anunciar que els bombers havien contingut el foc i que només el rebaixaven a un nivell d'advertencia. L’alerta d’assessorament es va mantenir al lloc per a les persones del Parc Nacional d’Avon Valley, Brigadoon, Bullsbrook, Gidgegannup, Upper Swan i parc nacional de Walyunga, a la ciutat de Swan. Les pluges suaus van començar durant el dia a mesura que es preveia una temperatura mínima cap al sud per la costa de l'Austràlia Occidental, amb vents de 50 a 60 kmh al vespre, i es preveien entre 20 i 40 mm sobre el lloc de foc dissabte i diumenge.
Es van emetre permisos de quaranta-vuit hores a locals de la finca de Tilden Park, que els permetien visitar les restes de les seves cases. Es van tornar a obrir carreteres a les zones de Brigadoon, Meadowbrook Ramble, Bullsbrook i Shady Hills sense que calguin permisos. Es van obrir altres carreteres importants, incloent-hi la Great North Highway i Chittering Road entre la Great Northern Highway i la carretera Wilson. Al capvespre, DFES havia reduït el bomber a 150 bombers per netejar i mantenir les línies de contenció.
Els veterinaris van establir una clínica per a animals al Mundaring Arena per tractar la vida salvatge cremada al foc amb voluntaris d'Express Wildlife Rescue i West Coast Vets.

## Impacte de la COVID-19
A partir de les 18:00 del 31 de gener de 2021, les regions metropolitanes, de Peel i del sud-oest de Perth van entrar en un confinament de cinc dies com a resultat que un guàrdia de seguretat d'un hotel donés positiu a la variant britànica de COVID-19. Les regles comportaven que els quatre únics motius pels quals les persones podien abandonar sa casa eren anar a treballar si no es podia fer a casa, fer exercici físic, però només durant una hora al dia i a menys de 5 quilòmetres de casa. compres essencials com ara aliments i medicaments i per a atenció mèdica. No es permetia la visita d'altres persones i s'havia de portar màscares en públic.
Durant l'evacuació de residències a prop del foc, hi va haver confusió sobre si les persones podrien anar a casa de la família i dels amics o no a causa de les restriccions de bloqueig. El comissari de policia, Chris Dawson, va afirmar que "si està amenaçat, deixi la seva propietat. No es quedi a la propietat si creu que ha de complir les regles del COVID-19". Mark McGowan va afirmar: "Ara mateix, WA està lluitant contra dos tipus diferents d'emergències: una perillosa emergència contra incendis i una emergència de COVID-19".
Als bombers se'ls va imposar restriccions a causa del tancament. Hi havia un límit en el nombre de bombers de cada vehicle. Cada bomber havia de portar una màscara i complir el distanciament social.